# Kertasari (Sindangbarang)
Kertasari is een bestuurslaag in het regentschap Cianjur van de provincie West-Java, Indonesië. Kertasari telt 5471 inwoners (volkstelling 2010).